# Мазіньйо Олівейра
Вальдемар Ауреліано де Олівейра Фільйо (порт. Waldemar Aurelio de Oliveira Filho), більш відомий як Мазіньйо (порт. Mazinho, нар. 26 грудня 1965, Гуаружа) — бразильський футболіст, що грав на позиції нападника.
Виступав, зокрема, за німецьку «Баварію», японські «Касіма Антлерс» і «Кавасакі Фронталє» та ряд бразильських клубів, а також національну збірну Бразилії, у складі якої став срібним призером Кубка Америки.

## Клубна кар'єра
У дорослому футболі дебютував 1985 року виступами за команду клубу «Сантус», взявши участь лише у 9 матчах чемпіонату.
Згодом з 1987 по 1991 рік грав з поперемінним успіхом у складі бразильських клубів «Санту-Андре», «Сан-Бенту», «Атлетіку Паранаенсе» та «Брагантіно». З останнім клубом Мазінью виграв чемпіонат штату Сан-Паулу в 1990 році.
На початку 1991 року в Південну Америку вирушила делегація «Баварії», очолювана менеджером Улі Генессом, спільно з тренером Юппом Гайнкесом і його помічником Егоном Коордес. Їхньою метою було знайти першого бразильця для «рекордмайстера», суперзірку, яка може зробити з м'ячем все, що завгодно.
«Баварська трійця» повернулася в Мюнхен з двома гравцями: ними стали Бернардо Фернандес да Сілва і Мазінью. Вони хотіли взяти тільки Мазінью, але тут у справу втрутилися агенти і порадники: два бразильця йшли в одному комплекті, так що довелося взяти обох.
Якраз у свій дебют, 14 серпня 1991 року, на 89 хвилині гри він приніс своїй команді перемогу 1:0 проти «Фортуни» (Дюссельдорф). Але потім пройшли 4 безгольові тижня. Журналісти постійно писали, що він повинен нарешті відплатити за прекрасне ставлення до його персони. Всього у 28 іграх, які він зіграв в своєму першому сезоні, бразилець забив вісім голів, а також по два рази відзначався в матчах кубку та єврокубку.
У наступному сезоні Мазінью провів свою одну з найважливіших ігор у Німеччині. 12 вересня 1992 року в другому раунді Кубка Німеччини «Баварія» зустрічалася з дортмундською «Боруссією». Мазінью був на висоті в тій грі: на 58 хвилині матчу він вивів «мюнхенців» вперед 2:1, і він був близький до того, щоб стати героєм того матчу, але за шість хвилин до кінця Стефан Шапюїза зрівняв рахунок. Гра продовжилася в серії одинадцятиметрових ударів. Команди забили свої перші три удари. Настала черга Мазінью, який пробив прямо в праву штангу, через що «Баварія» була переможена, а Мазіньо в подальшому зміг відзначитися лише двічі в Бундеслізі до 1995 року.
Історія могла повернутися в кращу сторону влітку 1994 року, коли Джованні Трапаттоні вигнав єдиного колумбійського легіонера в історії клубу Адольфо Валенсію, а Мазінью, який останні місяці провів в оренді в бразильському «Інтернасьйоналі» і в другій команді «Баварії», зайшов в офіс команди на Зебенер-штрассе і сказав: «Тепер я буду забивати! Я потрібен Трапаттоні!». Він розповідав, що хоче переїхати до Мюнхена, побудувати віллу і перевезти свою дружину Клаудію і синів Майкла і Брайана 15 вересня з Сан-Паулу в Німеччину. Власне кажучи, вони приїхали, але будинок був недобудований, а через кілька тижнів після їх прибуття нападник зіграв свою останню гру у футболці «Баварії». Його замінили на 34 хвилині на Томаса Штрунца у дербі проти «Мюнхен 1860». Кількома днями раніше був представлений його наступник Жан-П'єр Папен. Він теж підійшов до мікрофона на Зебенер-штрассе і сказав: «Тут здорово! Тут мій світ!».
Після цього Мазінью повернувся на батьківщину і протягом 1995 року грав за «Фламенго», ставши з клубом володарем Кубка Гуанабара.
1996 року уклав контракт з японським клубом "Касіма Антлерс, у складі якого провів наступні п'ять сезонів своєї кар'єри гравця, вигравши за цей час сім національних трофеїв, після чого ще сезон провів у «Кавасакі Фронталє».
Завершив професійну ігрову кар'єру 2001 року у клубі «Брагантіно», у складі якого вже виступав раніше.

## Виступи за збірну
13 грудня 1990 року дебютував в офіційних матчах у складі національної збірної Бразилії в товариській грі проти збірної Мексики у Лос-Анджелесі.
У наступному році у складі збірної був учасником Кубка Америки 1991 року у Чилі, де разом з командою здобув «срібло».
Протягом кар'єри у національній команді, яка тривала усього 2 роки, провів у формі головної команди країни 9 матчів, забивши 2 голи.

## Статистика
| Чемпіонат | Чемпіонат             | Чемпіонат  | Ліга | Ліга                           | Кубок            | Кубок            | Кубок ліги           | Кубок ліги           | Всього | Всього |
| Сезон     | Клуб                  | Ліга       | Ігри | Голи                           | Ігри             | Голи             | Ігри                 | Голи                 | Ігри   | Голи   |
| Бразилія  | Бразилія              | Бразилія   | Ліга | Ліга                           | Кубок Бразилії   | Кубок Бразилії   | Кубок Ліги           | Кубок Ліги           | Всього | Всього |
| --------- | --------------------- | ---------- | ---- | ------------------------------ | ---------------- | ---------------- | -------------------- | -------------------- | ------ | ------ |
| 1985      | «Сантус»              | Серія A    | 6    | 0                              |                  |                  |                      |                      | 6      | 0      |
| 1986      | «Сантус»              | Серія A    | 3    | 0                              |                  |                  |                      |                      | 3      | 0      |
| 1987      | «Сантус»              | Серія A    | 0    | 0                              |                  |                  |                      |                      | 0      | 0      |
| 1988      | «Сантус»              | Серія A    | 0    | 0                              |                  |                  |                      |                      | 0      | 0      |
| 1989      | «Атлетіку Паранаенсе» | Серія A    | 11   | 3                              |                  |                  |                      |                      | 11     | 3      |
| 1990      | «Брагантіно»          | Серія A    | 12   | 2                              |                  |                  |                      |                      | 12     | 2      |
| 1991      | «Брагантіно»          | Серія A    | 21   | 6                              |                  |                  |                      |                      | 21     | 6      |
| Німеччина | Німеччина             | Німеччина  | Ліга | Ліга                           | Кубок Німеччини  | Кубок Німеччини  | Кубок німецької ліги | Кубок німецької ліги | Всього | Всього |
| 1991/92   | «Баварія»             | Бундесліга | 28   | 8                              | 1                | 2                | 4                    | 2                    | 33     | 12     |
| 1992/93   | «Баварія»             | Бундесліга | 17   | 3                              | 2                | 2                | -                    | -                    | 19     | 5      |
| 1993/94   | «Баварія»             | Бундесліга | 1    | 0                              | 0                | 0                | 0                    | 0                    | 1      | 0      |
| Бразилія  | Бразилія              | Бразилія   | Ліга | Ліга                           | Кубок Бразилії   | Кубок Бразилії   | Кубок Ліги           | Кубок Ліги           | Всього | Всього |
| 1993      | «Інтернасьйонал»      | Серія A    | 9    | 2                              |                  |                  |                      |                      | 9      | 2      |
| 1994      | «Інтернасьйонал»      | Серія A    | 0    | 0                              |                  |                  |                      |                      | 0      | 0      |
| Німеччина | Німеччина             | Німеччина  | Ліга | Ліга                           | Кубок Німеччини  | Кубок Німеччини  | Кубок німецької ліги | Кубок німецької ліги | Всього | Всього |
| 1994/95   | «Баварія»             | Бундесліга | 3    | 0                              | 0                | 0                | 1                    | 0                    | 4      | 0      |
| Бразилія  | Бразилія              | Бразилія   | Ліга | Ліга                           | Кубок Бразилії   | Кубок Бразилії   | Кубок Ліги           | Кубок Ліги           | Всього | Всього |
| 1995      | «Фламенго»            | Серія A    | 0    | 0                              |                  |                  |                      |                      | 0      | 0      |
| Японія    | Японія                | Японія     | Ліга | Ліга                           | Кубок Імператора | Кубок Імператора | Кубок Джей-ліги      | Кубок Джей-ліги      | Всього | Всього |
| 1995      | «Касіма Антлерс»      | Джей-ліга  | 9    | 4                              | 2                | 2                | -                    | -                    | 11     | 6      |
| 1996      | «Касіма Антлерс»      | Джей-ліга  | 19   | 11                             | 3                | 3                | 13                   | 2                    | 35     | 16     |
| 1997      | «Касіма Антлерс»      | Джей-ліга  | 31   | 22                             | 5                | 7                | 12                   | 6                    | 48     | 35     |
| 1998      | «Касіма Антлерс»      | Джей-ліга  | 24   | 9                              | 4                | 1                | 4                    | 2                    | 32     | 12     |
| 1999      | «Касіма Антлерс»      | Джей-ліга  | 17   | 6                              | 2                | 0                | 1                    | 0                    | 20     | 6      |
| 2000      | «Кавасакі Фронталє»   | Джей-ліга  | 8    | 1                              | 0                | 0                | 1                    | 1                    | 9      | 2      |
| Бразилія  | Бразилія              | Бразилія   | Ліга | Ліга                           | Кубок Бразилії   | Кубок Бразилії   | Кубок Ліги           | Кубок Ліги           | Всього | Всього |
| 2001      | «Брагантіно»          | Серія B    | 0    | 0                              |                  |                  |                      |                      | 0      | 0      |
| Країна    | Бразилія              | Бразилія   | 62   | 13\|\|\|\|\|\|\|\|\|\|62\|\|13 |                  |                  |                      |                      |        |        |
| Країна    | Німеччина             | Німеччина  | 49   | 11\|\|\|\|\|\|\|\|\|\|49\|\|11 |                  |                  |                      |                      |        |        |
| Країна    | Японія                | Японія     | 108  | 53                             | 16               | 13               | 31                   | 11                   | 155    | 77     |
| Всього    | Всього                | Всього     | 219  | 77                             | 16               | 13               | 31                   | 11                   | 266    | 101    |

## Досягнення
- Чемпіон штату Сан-Паулу:

«Брагантіно»: 1990
- Чемпіона штату Ріу-Гранді-ду-Сул:

«Інтернасьйонал»: 1994
- Володар Кубка Гуанабара:

«Фламенго»: 1995
- Чемпіон Японії:

«Касіма Антлерс»: 1996, 1998
- Володар Кубка Імператора:

«Касіма Антлерс»: 1997
- Володар Кубка Джей-ліги:

«Касіма Антлерс»: 1997
- Володар Суперкубка Японії:

«Касіма Антлерс»: 1997, 1998, 1999
Збірні
- Срібний призер Кубка Америки: 1991